# Ventrilică

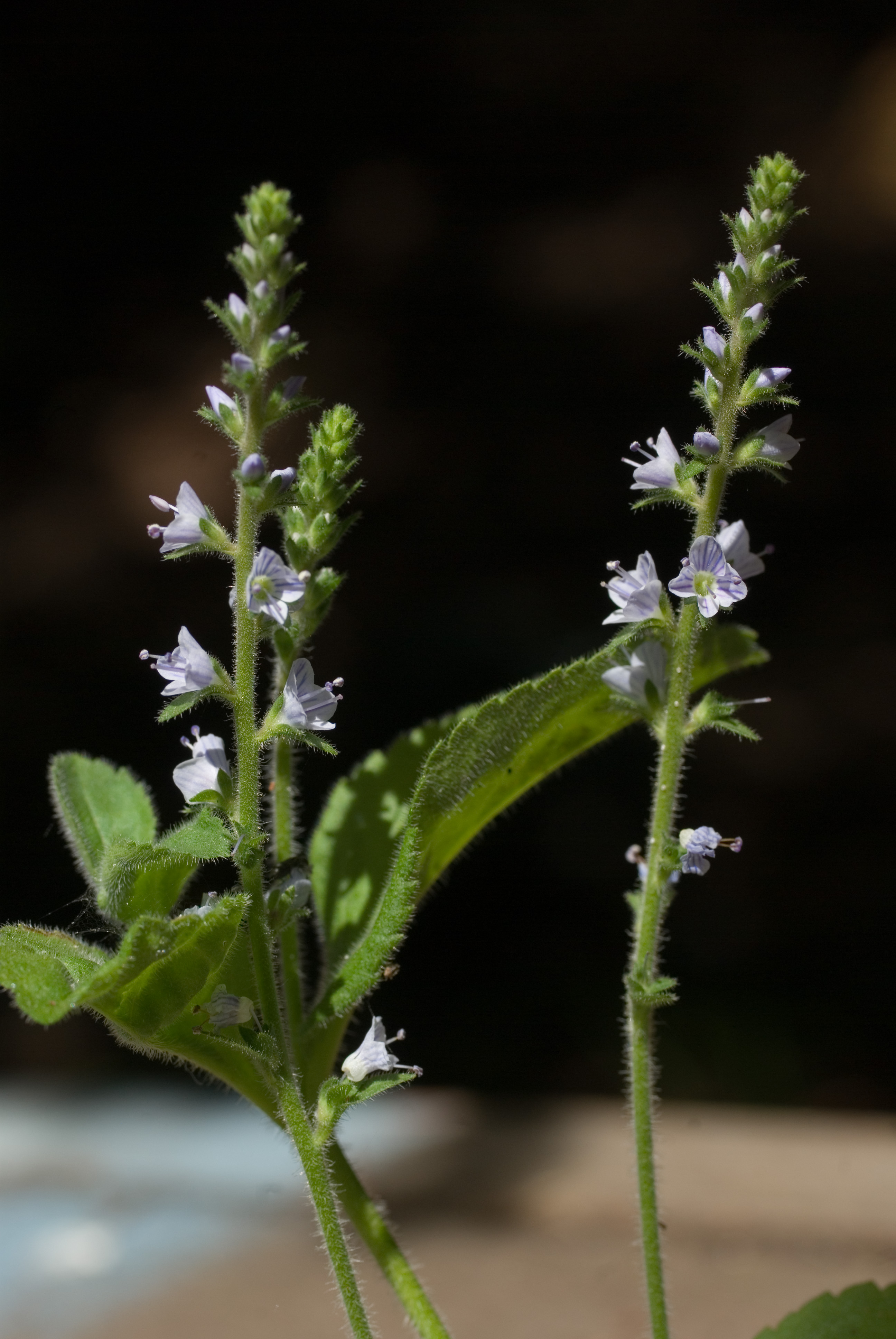
Ventrilică din Oregon

Ventrilica (denumire în latină: Veronica officinalis) este o specie de plante din genul Veronica.  Popular se mai numește buruiană de perit sau ventricea.

## Utilizare
Are efect benefic de detoxificare a organismului uman și la vindecarea eczemelor cronice. Se folosesc inflorescențele plantelor (mai ales a celor ce cresc la marginea pădurilor), de preferat în ceaiuri combinate cu vârfuri proaspete de urzică.

## Răspândire
Este nativă din Europa și vestul Asiei. Crește sporadic lângă șanțuri și drumuri, lângă mărăcinișuri și tufișuri sau în păduri.

## Morfologie
Tulpina târâtoare este păroasă.
Frunza este mică, zimțată, având un luciu argintiu, cade ușor la atingere. Florile au culori de la albastru deschis la violet, înflorind în perioada mai-august.